# نسبت جرم به بار

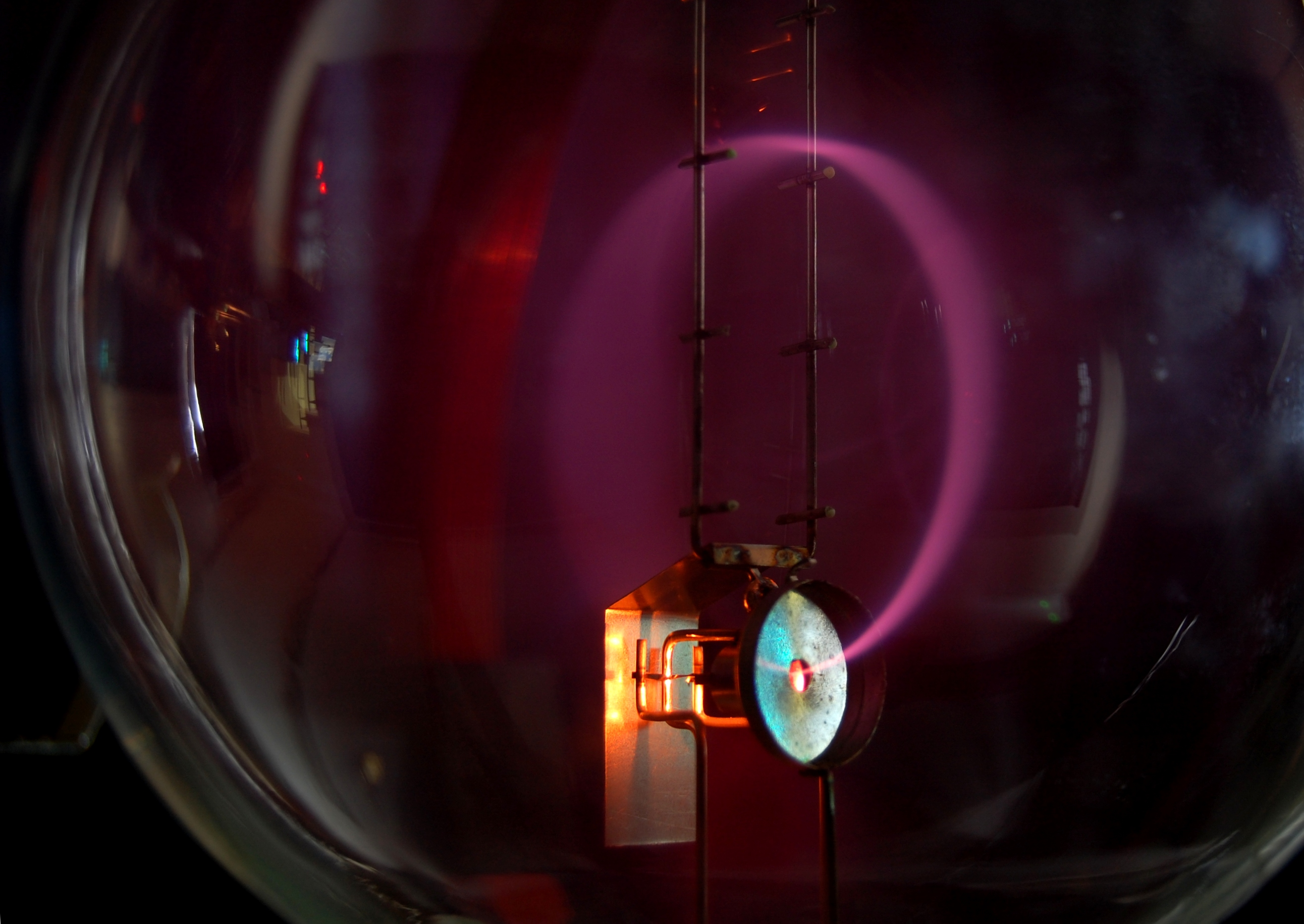
پرتوی از الکترون‌ها در یک لامپ تلترون که به دلیل وجود میدان مغناطیسی در مسیری دایره‌ای حرکت می‌کنند. به خاطر برخورد الکترون‌ها با مولکول‌های گازی لامپ، نور بنفش در امتداد مسیر حرکت الکترون‌ها انتشار می‌یابد. در این دستگاه می‌توان نسبت جرم به بار الکترون را با مقایسه شعاع دایره بنفش، قدرت میدان مغناطیسی و ولتاز تفنگ الکترون اندازه‌گیری کرد. جرم و بار را نمی‌توان با این دستگاه به طور جداگانه اندازه گرفت؛ تنها نسبت آنها قابل اندازه‌گیری است.

نسبت جرم به بار (m/Q) یک کمیت فیزیکی است که بیش از همه در الکترودینامیک ذرات باردار مثل نورشناسی الکترون و نورشناسی یون مورد استفاده قرار می‌گیرد. این کمیت در شاخه‌هایی مانند میکروسکوپی الکترونی، لامپ‌های پرتو کاتدی، فیزیک شتاب‌دهنده‌ها، فیزیک هسته‌ای، طیف‌بینی الکترون اوژه و طیف‌سنجی جرمی مورد توجه قرار می‌گیرد. اهمیت نسبت جرم به بار در این است که بنا بر الکترودینامیک کلاسیک، دو ذره با نسبت جرم به بار یکسان وقتی در معرض میدان‌های الکتریکی و مغناطیسی یکسانی در خلاء قرار بگیرند، در مسیر یکسانی حرکت خواهند نمود. یکای آن در SI کولن بر کیلوگرم (C/kg) است.
در برخی شاخه‌ها به جای این نسبت، از نسبت بار به جرم  (Q/m) استفاده می‌شود که مقدار آن برای الکترون طبق داده‌های سال ۲۰۱۴ CODATA برابر است با  e⁄me = ۱٫۷۵۸۸۲۰۰۲۴(۱۱)×۱۰۱۱ C/kg.

## ریشه
وقتی ذرات باردار در میدان‌های الکتریکی و مغناطیسی حرکت کنند، دو قانون زیر برقرار خواهند بود:
| {\displaystyle \mathbf {F} =Q(\mathbf {E} +\mathbf {v} \times \mathbf {B} ),}                 |  | (قانون نیروی لورنتز)   |
| {\displaystyle \mathbf {F} =m\mathbf {a} =m{\frac {\mathrm {d} \mathbf {v} }{\mathrm {d} t}}} |  | (قانون دوم حرکت نیوتن) |
که F نیروی وارد شده به یون، m جرم ذره، a شتاب، Q بار الکتریکی، E میدان الکتریکی و  v × B ضرب برداری سرعت و چگالی شار مغناطیسی یون است.
این معادله دیفرانسیل، معادله کلاسیک حرکت ذره باردار است. با داشتن شرایط اولیه و این معادله می‌توان کاملاً حرکت ذره در فضا و زمان را بر حسب m/Q تعیین نمود. از این رو می‌توان طیف‌سنج‌های جرمی را طیف‌سنج‌های جرم به  بار دانست. وقتی که داده‌ها در طیف جرمی نمایش داده می‌شوند، معمول است که از نسبت بدون بعد m/z استفاده شود که نشان‌دهنده عدد جرمی یون به عدد بار آن است.
با ترکیب دو معادله قبلی نتیجه می‌شود:
{\displaystyle \left({\frac {m}{Q}}\right)\mathbf {a} =\mathbf {E} +\mathbf {v} \times \mathbf {B} }.
از این معادله مشخص می‌شود که ذرات با m/Q یکسان، رفتار یکسانی خواهند داشت.

### استثناها
آثار غیرکلاسیکی وجود دارند که از مکانیک کوانتومی نتیجه می‌شوند، مانند اثر اشترن-گرلاخ که می‌تواند سبب همگرایی مسیر یون‌های با m/Q یکسان شود

## نمادها و یکاها
آیوپاک نمادهای m و Q را برای جرم و بار پیشنهاد می‌کند. هرچند که استفاده از حرف کوچک q برای بار هم کاملاً مرسوم است.